# Фібоначчієва купа
| Операція     | Амортизаційний час         |
| ------------ | -------------------------- |
| Make-Heap    | {\displaystyle \Theta (1)} |
| Insert       | {\displaystyle \Theta (1)} |
| Minimum      | {\displaystyle \Theta (1)} |
| Extract-Min  | {\displaystyle O(\lg n)}   |
| Union        | {\displaystyle \Theta (1)} |
| Decrease-Key | {\displaystyle \Theta (1)} |
| Delete       | {\displaystyle O(\lg n)}   |

Купа Фібоначчі — структура даних, ефективна реалізація черги з пріоритетом.
З теоретичної точки зору купи Фібоначчі особливо варто використовувати, коли кількість Extract-Min і Delete операцій мала порівняно з кількістю інших операцій. Наприклад, деякі алгоритми на графах можуть викликати Decrease-Key на кожному ребрі. Для щільного графу сталий амортизаційний час {\displaystyle \Theta (1)} кожного виклику Decrease-Key складається у велику перевагу в порівнянні з логарифмічним часом {\displaystyle \Theta (\lg n)} у найгіршому випадку в бінарній купі. Це можна побачити на прикладі алгоритмів про найкоротші шляхи з одного входу і мінімального кістякового дерева. З практичної точки зору сталий множник прихований у складності алгоритму і складність у програмуванні купи Фібоначчі роблять її менш бажаною, ніж звичайну бінарну або d-арну купу для більшості застосувань.

## Історія
Фібоначчієву купу запропонували Фредман і Тар'ян у 1984 році. Головним гаслом цієї конструкції було «ми виконуємо роботу лише коли мусимо, і тоді ми використовуємо це для спрощення структури настільки наскільки можливо, таким чином, щоб майбутня робота була легкою».

## Структура купи

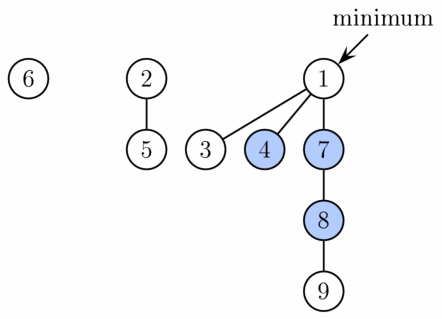
Зображення 1. Приклад Фібоначчієвої купи. Купа має три дерева степенів 0, 1 і 3. Три позначені вершини (синім). Отже, потенціал купи становить 9 (3 дерева + 2 × (3 позначених-вершини)).

Купа Фібоначчі являє собою набір дерев, кожне з яких є мінкупою змінної арності з такими властивостями:
1. Вузли дерев відповідають елементам, що зберігаються в черзі.
2. Корені куповпорядкованих дерев поєднані у двобічно зв'язаний список.
3. Зберігається вказівник на корінь дерева, який відповідає елементу з найменшим ключем (варто зауважити, що те, що кожне дерево є мінкупою, гарантує, що цей елемент буде коренем одного з дерев).
4. Для кожного вузла зберігається його ранг (степінь), тобто кількість його дітей, а також чи він позначений (мету позначення ми визначимо пізніше).
5. Вимога розміру: якщо вузол u має степінь k, то піддерево з коренем u має щонайменше {\displaystyle F_{k+2}} вузлів, де {\displaystyle F_{i}} — це i-те число Фібоначчі, тобто {\displaystyle F_{0}=0,F_{1}=1} і {\displaystyle F_{i}=F_{i-1}+F_{i-2}} для {\displaystyle i\geq 2.}

Кожен вузол x містить вказівник x.p на свого предка і вказівник x.child на один із його нащадків. Нащадки зв'язані в циклічний двобічно зв'язаний список. Кожен нащадок y має вказівники y.left та y.right. Якщо вузол є єдиним нащадком, тоді y = y.left = y.right. Нащадки елемента можуть перебувати у будь-якому порядку. Використання двобічно зв'язаних списків уможливлює вставляння і видалення елементів за час O(1), а також зв'язування двох списків за O(1). Також кожен вузол має атрибут x.degree, що дорівнює кількості нащадків, і атрибут x.mark, що показує, чи втратив вузол нащадка з моменту, як він став нащадком свого поточного предка.
Доступ до купи відбувається через вказівник H.min, який вказує на корінь дерева з найменшим ключем. Якщо дерево порожнє, то H.min дорівнює NIL.
Для оцінки швидкості використовують метод потенціалів із потенціальною функцією {\displaystyle \Phi (H)=t(H)+2m(H).} Де {\displaystyle t(H)} дає кількість дерев у купі, а {\displaystyle m(H)} — кількість позначених вузів.
Максимальний степінь
Надалі вважатимемо, що нам відома верхня межа D(n) максимального степеня вузла у Фібоначчієвій купі з n вузлами. Якщо купа підтримує лише операції поєднуваної купи, тоді {\displaystyle D(n)\leq \lfloor \lg n\rfloor .} Хоча, навіть якщо Фібоначчієва купа підтримує Decrease-Key та Delete, то {\displaystyle D(n)=O(\lg n).}

## Операції

### INSERT
Вставка дужа проста: додаємо новий елемент s як нову мінкупу в колекцію і перевіряємо, чи k(s) менше за поточне найменше значення. Якщо так, то відповідно змінюємо вказівник H.min.
```
Insert(
H, x
)
 1 
x.degree
 = 0
 2 
x.p
 = NIL 
 3 
x.child
 = NIL
 4 
x.mark
 = FALSE
 5 
якщо
 
H.min
 == NIL
 6     створити список коренів для 
H
, що містить лише 
x

 7     
H.min
 = x
 8 
інакше
 вставити 
x
 у список коренів 
H

 9     
якщо
 
x.key < H.min.key

10         
H.min = x

11 
H.n = H.n + 1
```

Щоб визначити амортизаційну вартість вставляння елемента, нехай H буде початковою Фібоначчієвою купою і H' буде результовною. Тоді {\displaystyle t(H')=t(H)+1} і {\displaystyle m(H')=M(H),} отже збільшення потенціалу становить
{\displaystyle ((t(H)+1)+2m(H))-(t(H)+2m(H)))=1.}
Оскільки амортизаційна вартість дорівнює сумі дійсної вартості і різниці потенціалів, то вона дорівнює {\displaystyle O(1)+1=O(1).}

### DECREASE-KEY

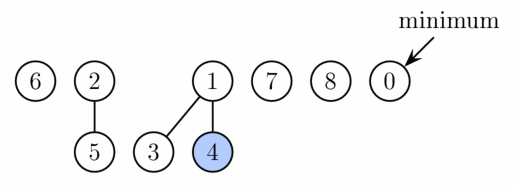
Фібоначчієва купа із зображення 1 після зменшення ключа з 9 до 0. Цей вузол, як і два його позначені попередники, відтинаються від дерева з коренем 1 і розташовуються як нові корені.

Коли ми зменшуємо ключ елемента s, якщо умови мінкупи все ще задовільняються, то нам більше не потрібно робити нічого. Інакше, ми просто відтинаємо піддерево з коренем в s і вставляємо його як нове піддерево у колекцію. Ми порівнюємо новий ключ s із попереднім мінімальним елементом і змінюємо вказівник H.min відповідно.
Таким чином, ми отримуємо щось, що виглядає подібно до бажаної Фібоначчієвої купи. Однак, проблема із простим відтинанням кожного такого s полягає в тому, що ми можемо врешті решт порушити вимогу розміру. Отже, щоб полегшити ситуацію, ми впроваджуємо додаткове правило, що коли ми відтинаємо s ми перевіряємо, чи не помічений його батьківський елемент. Якщо так, то ми також відтинаємо батьківській елемент і знімаємо позначку з нього. Інакше, ми просто позначаємо батьківський елемент. Перевірка батьківського елемента виконується рекурсивно, тобто, якщо батько батька позначений, ми відтинаємо і його також. Очевидно, що якщо ми відтинаємо корінь, то ми не робимо нічого, тому немає сенсу позначати корінь. Тому, ця потенційно каскадна процедура, завжди завершується.
```
Decrease-Key(
H,x,k
)
1 
якщо
 
k > x.key

2     
помилка
 "новий ключ більший ніж попередній"
3 
x.key = k

4 
y = x.p

5 
якщо
 
y
 != NIL і 
x.key < y.key

6     Cut(
H,x,y
)
7     Cascading-Cut(
H,y
)
8 
якщо
 
x.key < H.min.key

9     
H.min = x
```

```
Cut(
H,x,y
)
1 видалити 
x
 зі списку дітей 
y
, зменшити 
y.degree

2 додати до списку коренів 
H

3 
x.p
 = NIL
4 
x.mark
 = FALSE
```

```
Cascading-Cut(
H,y
)
1 
z = y.p

2 
якщо
 
z
 != NIL
3     
якщо
 
y.mark
 == FALSE
4         
y.mark
 = TRUE
5     
інакше
 Cut(
H,y,z
)
6            Cascading-Cut(
H,z
)
```

З'ясуємо дійсну вартість зменшення ключа. Decrease-Key потребує O(1), не враховуючи каскадного видалення. Припустимо, що відбулось c викликів Cascading-Cut. Виконання кожного Cascading-Cut, не враховуючи рекурсивних викликів, потребує O(1). Отже дійсна вартість Decrease-Key становить O(c).
Тепер обчислимо різницю потенціалів. У висліді зменшення ключа утворюється c-1 нових дерев через каскадні відтинання і дерево з коренем x. c-1 вузів припиняють бути позначеними. І, можливо, позначається один вузол.
{\displaystyle ((t(H)+c)+2(m(H)-c+2))-(t(H)+2m(H))=4-c.}
З цього випливає, що амортизаційна вартість буде не більше ніж
{\displaystyle O(c)+4-c=O(1).}

### EXTRACT-MIN

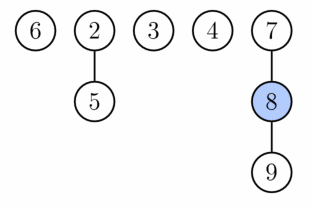
Фібоначчієва купа із зображення 1 після першої фази вилучення мінімального елемента. Вузол з ключем 1 (мінімум) було видалено і його діти були додані як окремі дерева.

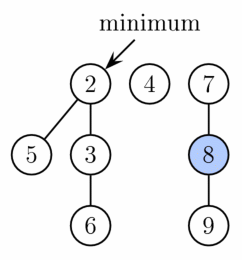
Фібоначчієва купа із зображення 1 після виконання вилучення найменшого елемента. Спершу, поєднані вузли 3 і 6. Потім результат поєднаний із деревом з коренем у вузлі 2. Насамкінець, знайдено новий мінімум.

Насамкінець, ми можемо описати видобування мінімального елемента s*. Починаємо з видалення s* (на нього вказує H.min) і додавання усіх його дітей як дерев у колекцію. Тепер, ми продивляємось усю колекцію, знаходимо найменший елемент і оновлюємо H.min відповідно.
На цьому можна було б і завершити, оскільки ми отримали правильну Фібоначчієву купу. Однак, не складно побачити, що досі описані операції над купою, роблять список коренів довшим і довшим. Отже, проходження через увесь список коренів ставатиме обчислювально дорожчим. Отже, якщо ми вже маємо зробити якусь роботу у будь-якому випадку, то ми виконаємо очищення зараз, щоб уникнути більшої роботи у наступному. Тому, доти доки наявні два дерева з однаковим рангом, скажімо k, ми зливаємо ці дерева, щоб отримати дерево рангу k+1. Злиття полягає у порівнянні коренів і додавання дерева з більшим коренем як дочірнього до другого кореня. Зауважимо, що оскільки злиття може створити друге дерево рангу k+1 у колекції, один корінь може взяти участь у кількох злиттях.
```
Extract-Min(
H
)
 1 
z = H.min

 2 
якщо
 
z
 != NIL
 3     
для
 кожної дитини 
x
 
z

 4         додати 
x
 до списку коренів 
H

 5         
x.p
 = NIL
 6     видалити 
z
 зі списку коренів 
H

 7     
якщо
 
z == z.right
 // Вважаємо, що видалення 
z
 із двобічного списку не змінює її right/left вказівників
 8         
H.min
 = NIL
 9     
інакше
 
H.min = z.right

10         Consolidate(
H
)
11     
H.n = H.n - 1

12 
повернути
 
z
```

Після видалення z ми консолідуємо список коренів H. Консолідація відбувається виконуючи наступні кроки допоки у списку коренів присутні корені з однаковим степенем.
1. Знайти два корені x, y з однаковим степенем. Припустимо, без втрати загальності, що x.key =< y.key.
2. Приєднуємо y до x. Тут ми збільшуємо x.degree і очищаємо позначку на y.

```
Consolidate(
H
)
 1 нехай 
A[0..D(H.n)]
 буде новим масивом
 2 
для
 
i
 = 0 
до
 
D(H.n)

 3     A[i] = NIL
 4 
для
 кожного вузла 
w
 у списку коренів 
H

 5     
x = w

 6     
d = x.degree

 7     
поки
 
A[d]
 != NIL
 8         
y = A[d]
 // Інший корінь з тим самим степенем як і 
x

 9         
якщо
 
x.key > y.key

10             обміняти 
x
 і 
y

11         Heap-Link(
H,y,x
)
12         
A[j]
 = NIL
13         
d = d
 + 1
14     
A[d] = x

15 
H.min
 = NIL
16 
для
 i = 0 
до
 D(H.n)
17     
якщо
 
A[i]
 != NIL
18         
якщо
 
H.min
 == NIL
19             створити список коренів для 
H
, що містить лише 
A[i]

20             
H.min = A[i]

21         
інакше
 вставити 
A[i]
 у список коренів 
H

22             
якщо
 
A[i].key < H.min.key

23                
H.min = A[i]
```

```
Heap-Link(
H,y,x
)
1 видалити 
y
 зі списку коренів 
H

2 зробити 
y
 дочірнім для 
x
, збільшити 
x.degree

3 
y.mark
 = FALSE
```

Обчислимо дійсну вартість видобування найменшого елемента. O(D(n)) маємо завдяки Extract-Min, через необхідність обробити усі дочірні вузли, і завдяки циклам 2-3 і 16-23 у Consolidate. Розглянемо внесок циклу 4-14 Consolidate, для цього використаємо груповий аналіз. Розмір списку коренів перед викликом Consolidate не більше ніж D(n) + t(H) + 1. Ми знаємо, що кожен раз у тілі циклу while один з коренів приєднується до іншого, отже, загальна кількість ітерацій циклу while у всіх ітераціях зовнішнього циклу for не може перевищити розмір списку коренів. Тому загальна кількість роботи у циклі 4-14 щонайбільше пропорційна до D(n) + t(H). Отже, всього нам треба O(D(n) + t(H)).
Потенціал перед видобуванням мінімального вузла є t(H) + 2m(H), а після — не більше ніж D(n) + 1. З цього і дійсної вартості маємо амортизаційну вартість
{\displaystyle O(D(n)+t(H))+((D(n)+1)+2m(H))-(t(H)+2m(H))=O(D(n))+O(t(H))-t(H)=O(D(n)).}

## Обмеження на найбільший степінь
```
Лема.
 Нехай 

  

    

      

        
x

      

    

    
{\displaystyle x}

  

 це вузол, і нехай 

  

    

      

        

          
y

          

            
1

          

        

        
,

        
…

        
,

        

          
y

          

            
k

          

        

      

    

    
{\displaystyle y_{1},\dots ,y_{k}}

  

 позначають його дітей у порядку в якому вони були додані до 

  

    

      

        
x

        
.

      

    

    
{\displaystyle x.}

  

 Тоді:

  

    

      

        

          
y

          

            
i

          

        

        
.

        
d

        
e

        
g

        
r

        
e

        
e

        
≥

        

          

            
{

            

              

                

                  
0

                

                

                  
i

                  
=

                  
1

                

              

              

                

                  
i

                  
−

                  
2

                

                

                  
i

                  
≥

                  
1

                

              

            

            

          

        

      

    

    
{\displaystyle y_{i}.degree\geq {\begin{cases}0&i=1\\i-2&i\geq 1\end{cases}}}

  

Доведення:
 
Очевидно, що y
1
.degree 
≥
 0. Для 
i
 
≥
 2, коли ми y
i
 додавали до 
x
, там вже було щонайменше 
i-
1 дочірніх елементів, значить на момент додавання степінь 
y
i
 мав дорівнювати степеню 
x
. З того часу один з дочірніх елементів 
y
 міг бути відрізаним. Отже, степінь 
y
i
 міг зменшитись на 1 і стати 
i
-2.
∎
```

```
Факти про числа Фібоначчі:
 
1. 

  

    

      

        
∀

        
k

        
≥

        
0

        
,

        

          
F

          

            
k

            
+

            
2

          

        

        
=

        
1

        
+

        

          
∑

          

            
i

            
=

            
0

          

          

            
k

          

        

        

          
F

          

            
i

          

        

        
.

      

    

    
{\displaystyle \forall k\geq 0,F_{k+2}=1+\sum _{i=0}^{k}F_{i}.}

  

2. 

  

    

      

        
∀

        
k

        
≥

        
0

        
,

        

          
F

          

            
k

            
+

            
2

          

        

        
≥

        

          
ϕ

          

            
k

          

        

        
,

      

    

    
{\displaystyle \forall k\geq 0,F_{k+2}\geq \phi ^{k},}

  

 де 

  

    

      

        
ϕ

        
=

        
(

        
1

        
+

        

          

            
5

          

        

        
)

        

          
/

        

        
2.

      

    

    
{\displaystyle \phi =(1+{\sqrt {5}})/2.}

  

```

```
Лема.
 Нехай 
x
 буде вузлом у купі Фібоначчі і нехай 
k = x.degree.
 Тоді 
size(x) 
≥
 F
k+2
 
≥
 
φ
k
.
```

```
Наслідок:
 Найбільший степінь 
D(n)
 будь-якого вузла в 
n
-вузловій Фібоначчієвій купі є 
O
(lg 
n
).

Доведення:
 Нехай 
x
 буде довільним вузлом і 
k=x.degree
. Маємо, що 
n
 
≥
 size(
x
) 
≥
 
φ
k
. Логарифмуючи з основою 
φ
 отримуємо 
k
 
≤
 log
φ
 
n
. Оскільки 
k
 ціле, то 

  

    

      

        
k

        
≤

        
⌊

        

          
log

          

            
ϕ

          

        

        
⁡

        
n

        
⌋

        
.

      

    

    
{\displaystyle k\leq \lfloor \log _{\phi }n\rfloor .}

  

∎
```